# Паума-энд-Юима
Паума-энд-Юима (англ. Pauma and Yuima Reservation) — индейская резервация народа луисеньо, расположенная на Юго-Западе США в южной части штата Калифорния.

## История
Индейская резервация Паума-энд-Юима является одним из мест жительства племени луисеньо. Она была создана 18 августа 1893 года исполнительным приказом президента США Гровера Кливленда. Термин Паума описывает главную характеристику этой области, реку Сан-Луис-Рей, которая протекает через долину и переводится как «Место, где есть вода».

## География
Резервация расположена в южной части Калифорнии на севере округа Сан-Диего и состоит из четырёх частей. Основная часть резервации и штаб-квартира племени находятся в долине Паума под горным хребтом Паломар-Маунтин. Два участка, примерно по 12,5 акров каждый, расположены на склонах Паломар-Маунтин. Эти участки находятся примерно в 8 км к юго-востоку от основной резервации. В 1973 году министр внутренних дел США поручил Бюро землеустройства выдать доверительный патент группе индейцев луисеньо из резервации Паума-энд-Юима на участок земли в районе истока Фрей-Крик. Эта территория, площадью 5627 акров, состоящая из неосвоенной дикой природы, стала четвёртым участком земли в резервации.
Общая площадь резервации составляет 24,252 км². 

## Демография
По данным федеральной переписи населения 2010 года население Паума-энд-Юима составляло 206 человек.
В 2019 году в резервации проживал 231 человек. Расовый состав населения: белые — 16 чел., афроамериканцы — 0 чел., коренные американцы (индейцы США) — 173 чел., азиаты — 6 чел., океанийцы — 0 чел., представители других рас — 11 чел., представители двух или более рас — 25 человек. Плотность населения составляла 9,53 чел./км².